# Colin Prentice
(Iain) Colin Prentice (1952) é um ecologista britânico. É professor da cátedra AXA de biosfera e impactos climáticos do Imperial College London e professor honorário de ecologia e evolução da Universidade Macquarie na Austrália.
Foi eleito membro da Royal Society em 2018.